# Luis Sotelo
Luis Sotelo (* 6. September 1574 in Sevilla; † 25. August 1624 in Shimabara auf Kyūshū, Japan) war ein spanischer Franziskaner (OFM), Missionar in Japan, Märtyrer. 

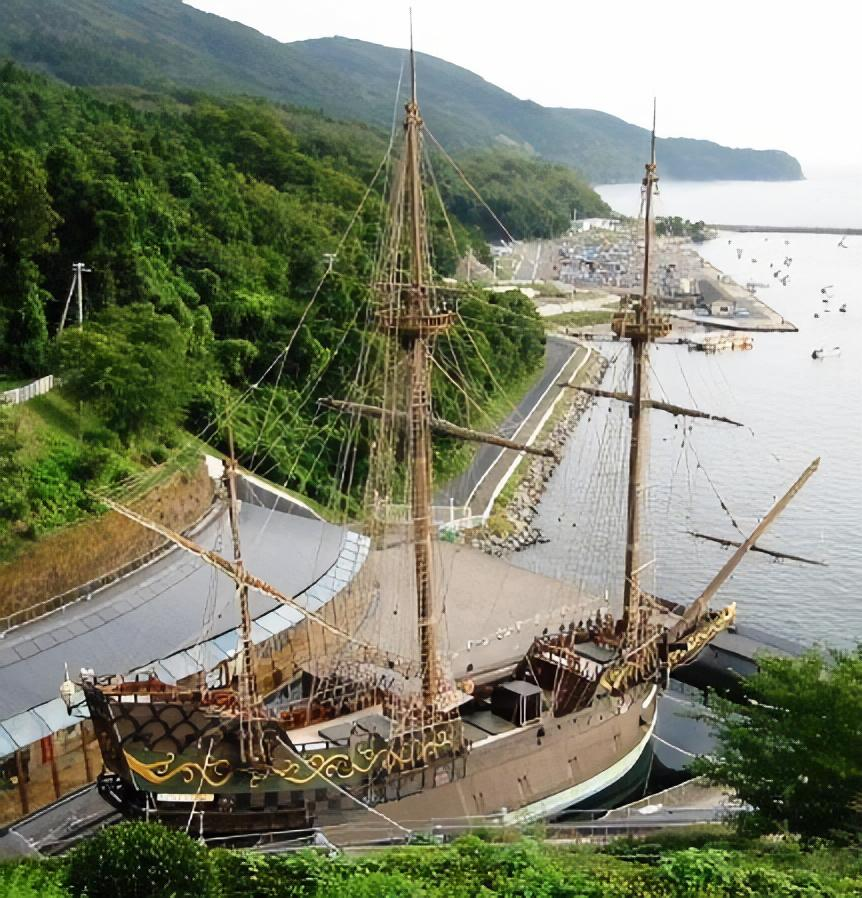
Eine Replik der japanischen Galeone San Juan Bautista von 1613

## Leben
Sotelo studierte an der damals berühmten Universität Salamanca, bevor er am 11. Mai 1594 in den Konvent Calvario („Kalvarienberg“) der Minderbrüder in Salamanca eintrat. Sotelo wurde 1599 nach Mexiko und von dort 1600 auf die Philippinen geschickt, um die Bewohner der japanischen Siedlung von Dilao zu betreuen. 1603 erreichte er Japan selbst, wo er in Kyoto seine Kenntnisse der japanischen Sprache vertiefte. Er wirkte an verschiedenen Orten, so 1606 in Osaka und 1609 auf Shikoku. Nach dem Verbot des Christentums in Japan auf dem Gebiet der Tokugawa-Shogune floh Sotelo in das von dem Daimyo von Sendai, Date Masamune, kontrollierte Gebiet, wo Christen noch geduldet waren, und errichtete 1611 in Yonezawa, dem Residenzsitz des Daimyos, eine Missionsstation.
Sotelo plante und begleitete ab Oktober 1613 eine japanische Gesandtschaft von Date Masamune nach Spanien und Rom. Die Gesandtschaft wurde von Masamunes Gefolgsmann Hasekura Tsunenaga geführt. Der Kapitän des Schiffes San Juan Bautista war Yokozawa Shogen. Die Gesandtschaft war ein Produkt der politischen Ambitionen von Sotelo and Date Masamune. Sotelo versuchte eine Diözese in Nordjapan zu errichten, die unabhängig von der durch die Jesuiten kontrollierten Diözese von Funai (Nagasaki) sein sollte. Die Portugiesen behinderten jedoch seine Kampagne und Sotelo erhielt nicht einmal Unterstützung von den Franziskanern, da seine Bemühungen mit persönlichen Bestrebungen um einen Bischofssitz verknüpft waren. Date Masamune wiederum wünschte Handelsbeziehungen mit Neuspanien (Mexiko), doch bald war klar, dass dieser Handel zu kostspielig war.

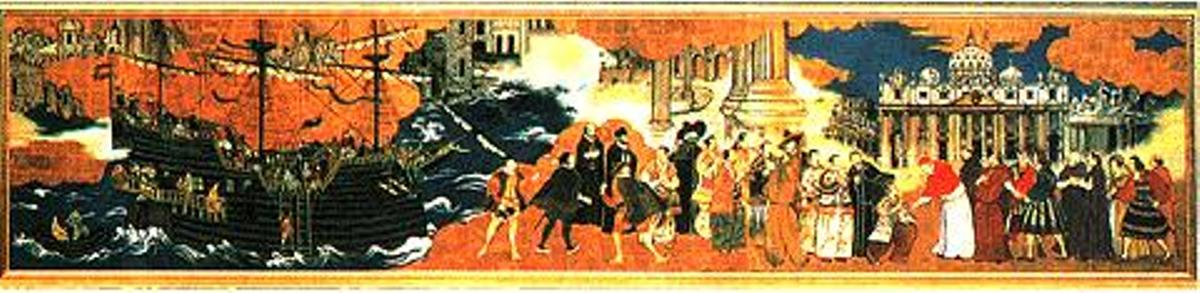
Hasekuras Gesandtschaft zum Papst in Rom 1617, begleitet von Br. Luis Sotelo. Japanisches Gemälde, 17. Jahrhundert

Sotelo begleitete die japanische Gesandtschaft bis zurück auf die Philippinen, wo er 1618 eintraf und einige Zeit blieb, da das Christentum zu dieser Zeit in Japan bereits durch harte Maßnahmen unterdrückt wurde. Er geriet in Probleme mit der Kirche, da er seine Errungenschaften in Japan überzogen dargestellt hatte. Der katholische Rat der Westindischen Inseln schickte ihn 1620 zurück nach Mexiko, um dort weiter zu missionieren. Erst 1622 gelang es Sotelo wieder, sich an Bord einer chinesischen Dschunke nach Japan zu schleichen, wo man ihn jedoch entdeckte und verhaftete. Nach zweijähriger Haft erlitt er wenige Tage vor seinem 50. Geburtstag zusammen mit zwei anderen Franziskanern, einem Jesuiten und einem Dominikaner das Martyrium durch lebendiges Verbrennen wegen Verkündigung des christlichen Glaubens. Papst Pius IX. sprach Luis Sotelo und seine Gefährten im Jahr 1867 selig.